# Kemitzenstein
Der Kemitzenstein, auch Chamnitzen, ist eine 580,6 m ü. NN hohe Erhebung der Fränkischen Alb mit einer Ansammlung von Felsgebilden im Gemeindegebiet von Bad Staffelstein im oberfränkischen Landkreis Lichtenfels (Bayern).

## Geographische Lage
Der Kemitzenstein befindet sich im Naturpark Fränkische Schweiz – Frankenjura zwischen den Dörfern Kümmersreuth, einem südöstlichen Stadtteil von Bad Staffelstein, im Südwesten und Rothmannsthal im Osten, einem südsüdöstlichen Stadtteil von Lichtenfels; allerdings gehören lediglich die unteren Bereiche seiner östlichen und nordöstlichen Flanken zu Lichtenfels.
Südwestlich vorbei am Kemitzenstein führt durch Kümmersreuth die bayerische Staatsstraße 2204. Vom Dorf kommend ist der bewaldete Berg auf dem „Kemitzenweg“ zu Fuß in zirka 10 bis 15 Minuten zu erreichen.

## Geschichte
Auf dem Kemitzenstein fanden sich Tongefäße, die vermutlich germanischen Ursprungs sind. Da der Ort zur Besiedlung nicht geeignet ist, wird vermutet, dass er in früher Zeit als Kultstätte genutzt wurde.

## Landschaftsschutzgebiet
Der Kemitzenstein liegt im Nordteil des 2001 gegründeten und 1.021,64 km² großen Landschaftsschutzgebiets „Frankische Schweiz-Veldensteiner Forst“ (LSG-Nr. 322697).

## Wissenswertes
Das bewaldete Felsenriff des Kemitzensteins ist vor allem als Klettersteig mit dem geringen Schwierigkeitsgrad B bekannt. Es bietet kürzere Kletterrouten bis zum Grad VII+ (UIAA). Am 30. Juli 2008 wurde ein größerer, lockerer Felsblock, dessen Absturz drohte, künstlich zum Einsturz gebracht.
Am Kemitzenstein steht ein Naturfreundehaus; wenige Meter westlich davon befindet sich ein Vermessungspunkt (575,5 m ü. NN). An seinem westlichen Ausläufer „Mondstein“ (554,6 m ü. NN) gibt es einen Dolomit-Steinbruch.